# Namibicola simplex
Namibicola simplex är en fjärilsart som beskrevs av Boris Ivan Balinsky 1994. Namibicola simplex ingår i släktet Namibicola och familjen mott. Inga underarter finns listade i Catalogue of Life.